# Wildtierkorridor
Unter Wildtierkorridoren versteht man im Verkehrswesen (Teilstücke) der natürlichen Bewegungsrouten von Wildtieren, welche an ihren Rändern von natürlichen Strukturen (beispielsweise Gebirgszüge) oder von menschlicher Aktivität (bspw. Verkehrsanlagen oder Industriebauten) begrenzt werden, und daher eine umso wichtigere Bedeutung für die Lebensweise dieser Arten besitzen. Dabei verbinden diese Korridore ansonsten getrennte, isolierte Habitate von (Teil-)Populationen von Wildtieren miteinander. Dabei sind diese Korridore nicht mit sogenannten Wildtierpassagen zu verwechseln, welche spezielle Bauwerke bezeichnen, die für den erleichterten Wildtiertransit vom Menschen errichtet werden.

## Funktion
Erst durch Wildtierkorridore wird der genetische Austausch zwischen verschiedenen Wildtierpopulationen, genauso wie die artspezifische Raum- und Populationsdynamik (bspw. saisonale Wanderung von Wildtieren zwischen Sommer und Winter) und schließlich auch die (Wieder-)Erschließung neuer oder  ehemals besiedelter lebenswerter Biotope durch (sich neu entwickelnde) (Teil-)Populationen ermöglicht. Dabei sind diese Korridore von sogenannten Wildtierpassagen zu unterscheiden, denn im Gegensatz zu Wildtierkorridoren sind dies spezifische Bauwerke, die zum Zwecke des Wildtiertransits die Querung von Barrieren (bspw. Autobahnen)  durch Wildtiere gewährleisten sollen. In Frage kommen dafür bspw. Viadukte, Fauna-gerechte Gewässerpassagen, oder Wildtierbrücken und -unterführungen. So werden nicht nur die negativen Auswirkungen menschlicher Bauwerke wie Autobahnen, die durch Barrierenbildung stark in den natürlichen Lebensraum von Wildtieren eingreifen, vermindert, sondern darüber hinaus auch insbesondere die Verkehrssicherheit verbessert, indem Kollisionen mit Wildtieren im Straßenverkehr vermieden werden können.

## Nutzung von Wildtierpassagen entlang von Wildtierkorridoren
Diverse Wirkungskontrollen haben gezeigt, dass Wildbrücken und -unterführungen tatsächlich rege angenommen werden. Nicht nur Arten wie z. B. Reh, Wildschwein, Fuchs, Feldhase, Marder, Rothirsch und Dachs nutzen Wildtierbauwerke, sondern auch verschiedenste kleinere Tiere wie Amphibien, Heuschrecken oder auch Laufkäfer. Außerdem konnte gezeigt werden, dass z. B. Rehe Wildtierbrücken nicht nur zur Querung, sondern auch als neues Habitat verwenden. Je nach Topologie und Lage, sowie der wildtierökologischen Bedingungen müssen verschiedene Formen von Wildtierpassagen wie Brücken oder Unterquerungen als Maßnahmen diskutiert werden, wobei Brücken generell eher der Ökologie der Wildtiere entsprechen, jedoch Unterquerungen häufig eine bessere Anbindung Wasserbiotopen zulassen, weswegen sie besonders für z. B. Amphibien interessant sind.

## Länderspezifisches
In der Schweiz werden Wildtierkorridore im jeweiligen kantonalen Richtplan aufgeführt und sind demnach naturgerecht zu erhalten und wildtierbiologisch aufzuwerten, um Engpässe zu vermeiden. Dabei ist das schweizerische Bundesamt für Strassen (ASTRA) für Planung, Bau und Instandhaltung neuer und bereits bestehender Wildtierpassagen zuständig.

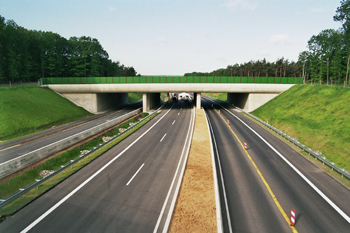
Grünbrücke über die deutsche Autobahn A52 bei Elmpt (Beispiel für eine Wildtierpassage entlang eines Wildtierkorridors)

In Bayern wurden 2012 zwecks Erfüllung der Forderungen aus dem § 3 BNatSchG  52 Abschnitte von 14 Autobahnen und drei Bundesstraßen mit einer Streckenlänge von 2.136 km beurteilt und 2.981 Wildtierpassagen beurteilt, um langfristig eine verbesserte Durchlässigkeit für Wildtiere zu erzielen (z. B. über spezielle Grünbrücken) und gleichzeitig die Zahl der durch Verkehrsunfälle verunglückten Wildtiere (2012 alleine ca. 40.000 Rehe und 370 Rothirsche) in Bayern zu verringern. Daraus leitete sich 2012 ein Bedarf an 65 zusätzlichen Querungshilfen für große Wildtierarten in Bayern ab, damit Wildtierbarrieren an den zentralsten Konfliktstellen an bestehenden Bundesfernstraßen gemindert werden und der Transit von Wildtierpopulationen ermöglicht wird.